# پامچال بلند
پامچال بلند (نام علمی: Primula elatior) نام یک گونه از سرده پامچال است.